# Colombier (Dordogne)
Pour les articles homonymes, voir Colombier.
Colombier est une commune française située dans le département de la Dordogne, en région Nouvelle-Aquitaine.

## Géographie

### Généralités
Située en Bergeracois, dans le quart sud-ouest du département de la Dordogne, la commune de Colombier fait partie de l'aire d'attraction de Bergerac. Elle est bordée au sud-ouest par la Gardonnette.
À proximité de la route nationale 21, le petit bourg de Colombier se situe, en distances orthodromiques, neuf kilomètres au sud-sud-est de Bergerac et seize kilomètres au nord-nord-est d'Eymet.
Entre Monbazillac et Conne-de-Labarde, le sentier de grande randonnée GR 6 traverse le territoire communal d'ouest en est, sur environ six kilomètres.

### Communes limitrophes
Colombier est limitrophe de six autres communes dont Bergerac au nord sur 750 mètres.
|             | Bergerac   | Saint-Nexans     |
| Monbazillac | Colombier  | Conne-de-Labarde |
| Ribagnac    | Bouniagues |                  |

### Géologie et relief

#### Géologie
Situé sur la plaque nord du Bassin aquitain et bordé à son extrémité nord-est par une frange du Massif central, le département de la Dordogne présente une grande diversité géologique. Les terrains sont disposés en profondeur en strates régulières, témoins d'une sédimentation sur cette ancienne plate-forme marine. Le département peut ainsi être découpé sur le plan géologique en quatre gradins différenciés selon leur âge géologique. Colombier est située dans le quatrième gradin à partir du nord-est, un plateau formé de dépôts siliceux-gréseux et de calcaires lacustres de l'ère tertiaire.
Les couches affleurantes sur le territoire communal sont constituées de formations superficielles du Quaternaire et de roches sédimentaires datant du Cénozoïque. La formation la plus ancienne, notée e6b, se compose de molasses inférieures (faciès argileux dominant)  (Bartonien supérieur continental). La formation la plus récente, notée Fxb2, fait partie des formations superficielles de type basses terrasses, constituées d'alluvions anciennes. Le descriptif de ces couches est détaillé dans  la feuille « no 830 - Eymet » de la carte géologique au 1/50 000 de la France métropolitaine, et sa notice associée.

Carte géologique de Colombier.

#### Relief et paysages
Le département de la Dordogne se présente comme un vaste plateau incliné du nord-est (491 m, à la forêt de Vieillecour dans le Nontronnais, à Saint-Pierre-de-Frugie) au sud-ouest (2 m à Lamothe-Montravel). L'altitude du territoire communal varie quant à elle entre 54 m à l'extrême nord, là où le ruisseau de Lespinassat quitte la commune et entre sur celle de Bergerac, et 172 m à l'ouest, au nord du lieu-dit Bel-Air, en limite de la commune de Monbazillac.
Dans le cadre de la Convention européenne du paysage entrée en vigueur en France le 1er juillet 2006, renforcée par la loi du 8 août 2016 pour la reconquête de la biodiversité, de la nature et des paysages, un atlas des paysages de la Dordogne a été élaboré sous maîtrise d’ouvrage de l’État et publié en octobre 2020. Les paysages du département s'organisent en huit unités paysagères et 14 sous-unités. La commune est dans le Bergeracois, une région naturelle présentant un relief contrasté, avec les deux grandes vallées de la Dordogne et du Dropt séparées par un plateau plus ou moins vallonné, dont la pente générale s’incline doucement d’est en ouest. Ce territoire offre des paysages ouverts qui tranchent avec les paysages périgourdins. Il est composé de vignes, vergers et cultures,.
La superficie cadastrale de la commune publiée par l'Insee, qui sert de référence dans toutes les statistiques, est de 7,03 km2,,. La superficie géographique, issue de la BD Topo, composante du Référentiel à grande échelle produit par l'IGN, est quant à elle de 7,06 km2.

### Hydrographie

#### Réseau hydrographique

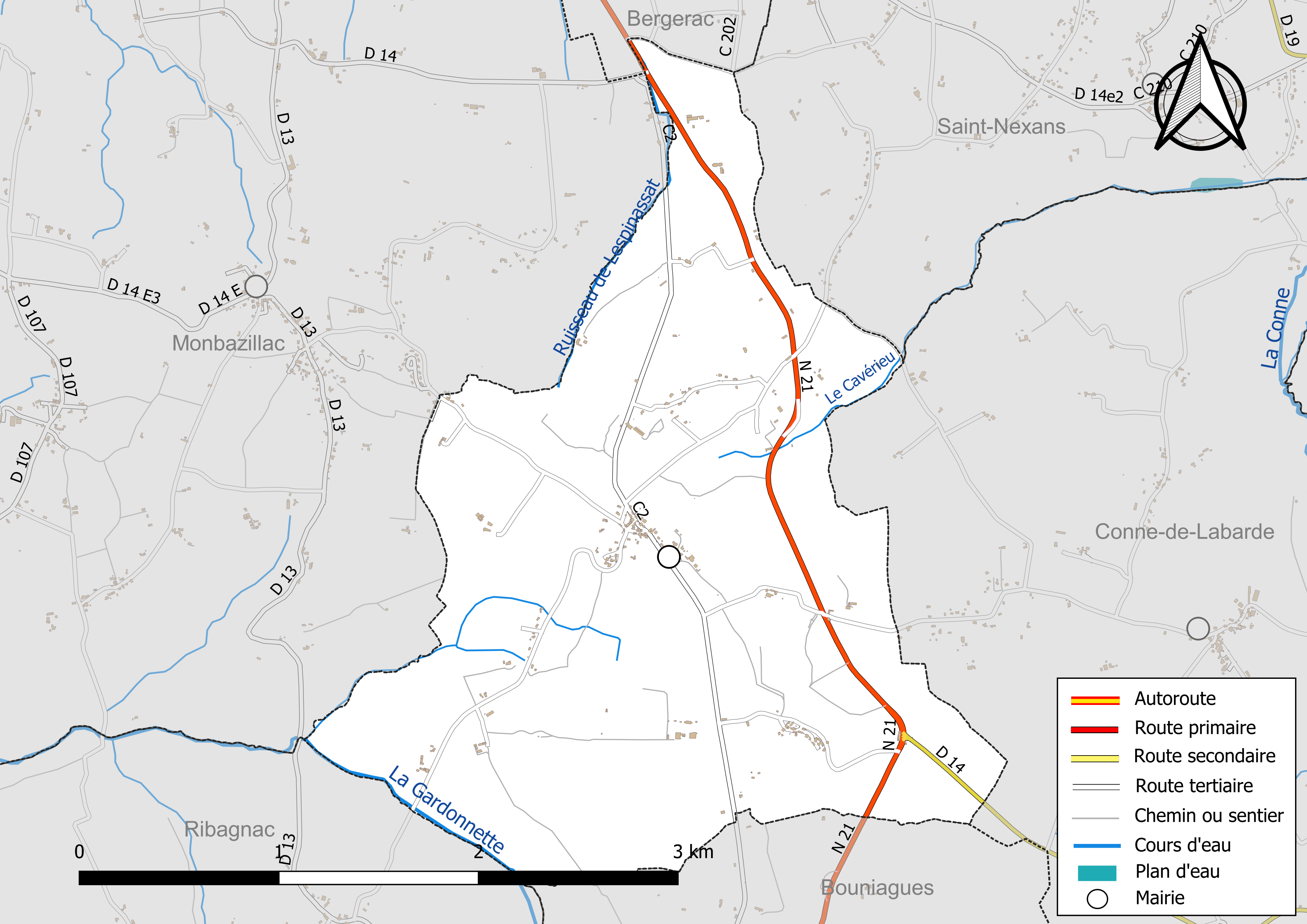
Réseaux hydrographique et routier de Colombier.

La commune est située dans le bassin de la Dordogne au sein du Bassin Adour-Garonne. Elle est drainée par le Gardonnette, le ruisseau de Lespinassat, le Cavérieu et par deux petits cours d'eau, qui constituent un réseau hydrographique de 7,5 km de longueur totale,.
La Gardonnette, d'une longueur totale de 24,6 km, prend sa source dans la commune de Bouniagues et se jette dans la Dordogne en rive gauche en limite de Gardonne et de Lamonzie-Saint-Martin, face à Saint-Pierre-d'Eyraud,. Elle borde la commune au sud-ouest sur près d'un kilomètre et demi face à Ribagnac.
Au nord-ouest, le ruisseau de Lespinassat, autre affluent de rive gauche de la Dordogne, sert de limite naturelle sur deux kilomètres, face à Monbazillac et Bergerac.
Au nord-est, le Cavérieu, affluent de rive gauche de la Conne et sous-affluent de la Dordogne, arrose le territoire communal sur plus d'un kilomètre dont 500 mètres en limite de Conne-de-Labarde.

#### Gestion et qualité des eaux
Le territoire communal est couvert par le schéma d'aménagement et de gestion des eaux (SAGE) « Dordogne Atlantique ». Ce document de planification, dont le territoire correspond au sous‐bassin le plus aval du bassin versant de la Dordogne (aval de la confluence Dordogne - Vézère)., d'une superficie de 2 700 km2 est en cours d'élaboration. La structure porteuse de l'élaboration et de la mise en œuvre est l'établissement public territorial de bassin de la Dordogne (EPIDOR). Il définit sur son territoire les objectifs généraux d’utilisation, de mise en valeur et de protection quantitative et qualitative des ressources en eau superficielle et souterraine, en respect des objectifs de qualité définis dans le troisième SDAGE  du Bassin Adour-Garonne qui couvre la période 2022-2027, approuvé le 10 mars 2022.
La qualité des eaux de baignade et des cours d’eau peut être consultée sur un site dédié géré par les agences de l’eau et l’Agence française pour la biodiversité.

### Climat
Pour des articles plus généraux, voir Climat de la Nouvelle-Aquitaine et Climat de la Dordogne.
Historiquement, la commune est exposée à un climat océanique aquitain.  
En 2020, Météo-France publie une typologie des climats de la France métropolitaine dans laquelle la commune est exposée à un climat océanique et est dans la région climatique  Aquitaine, Gascogne, caractérisée par une pluviométrie abondante au printemps, modérée en automne, un faible ensoleillement au printemps, un été chaud (19,5 °C), des vents faibles, des brouillards fréquents en automne et en hiver et des orages fréquents en été (15 à 20 jours).
Pour la période 1971-2000, la température annuelle moyenne est de 12,7 °C, avec  une amplitude thermique annuelle de 15 °C. Le cumul annuel moyen de précipitations est de 865 mm, avec 11,9 jours de précipitations en janvier et 6,8 jours en juillet. Pour la période 1991-2020, la température moyenne annuelle observée sur la station météorologique la plus proche, située sur la commune de Bergerac à 8 km à vol d'oiseau, est de 13,2 °C et le cumul annuel moyen de précipitations est de 792,9 mm,. Pour l'avenir, les paramètres climatiques de la commune estimés pour 2050 selon différents scénarios d’émission de gaz à effet de serre sont consultables sur un site dédié publié par Météo-France en novembre 2022.

## Urbanisme

### Typologie
Au 1er janvier 2024, Colombier est catégorisée commune rurale à habitat dispersé, selon la nouvelle grille communale de densité à 7 niveaux définie par l'Insee en 2022.
Elle est située hors unité urbaine. Par ailleurs la commune fait partie de l'aire d'attraction de Bergerac, dont elle est une commune de la couronne,. Cette aire, qui regroupe 73 communes, est catégorisée dans les aires de 50 000 à moins de 200 000 habitants,.

### Occupation des sols
L'occupation des sols de la commune, telle qu'elle ressort de la base de données européenne d’occupation biophysique des sols Corine Land Cover (CLC), est marquée par l'importance des territoires agricoles (94,8 % en 2018), une proportion identique à celle de 1990 (94,8 %). La répartition détaillée en 2018 est la suivante : 
cultures permanentes (75,7 %), zones agricoles hétérogènes (13,2 %), terres arables (5,8 %), forêts (5,2 %), prairies (0,1 %). L'évolution de l’occupation des sols de la commune et de ses infrastructures peut être observée sur les différentes représentations cartographiques du territoire : la carte de Cassini (XVIIIe siècle), la carte d'état-major (1820-1866) et les cartes ou photos aériennes de l'IGN pour la période actuelle (1950 à aujourd'hui).

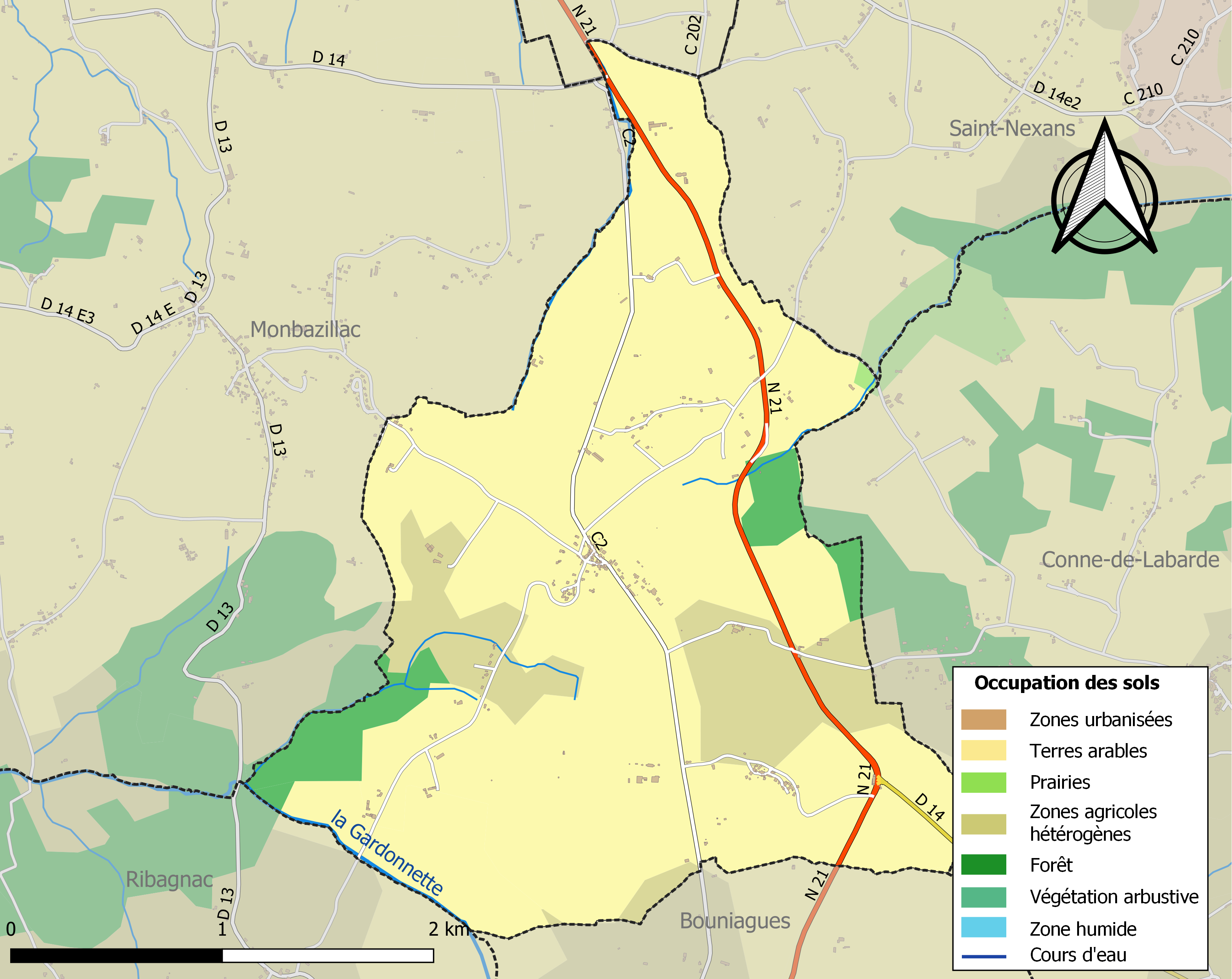
Carte des infrastructures et de l'occupation des sols de la commune en 2018 (CLC).

### Prévention des risques
Le territoire de la commune de Colombier est vulnérable à différents aléas naturels : météorologiques (tempête, orage, neige, grand froid, canicule ou sécheresse), feux de forêts, mouvements de terrains et séisme (sismicité très faible). Il est également exposé à un risque technologique, le transport de matières dangereuses. Un site publié par le BRGM permet d'évaluer simplement et rapidement les risques d'un bien localisé soit par son adresse soit par le numéro de sa parcelle.

#### Risques naturels
Colombier est exposée au risque de feu de forêt. L’arrêté préfectoral du 14 mars 2013 fixe les conditions de pratique des incinérations et de brûlage dans un objectif de réduire le risque de départs d’incendie. À ce titre, des périodes sont déterminées : interdiction totale du 15 février au 15 mai et du 15 juin au 15 octobre, utilisation réglementée du 16 mai au 14 juin et du 16 octobre au 14 février. En septembre 2020, un plan inter-départemental de protection des forêts contre les incendies (PidPFCI) a été adopté pour la période 2019-2029,.

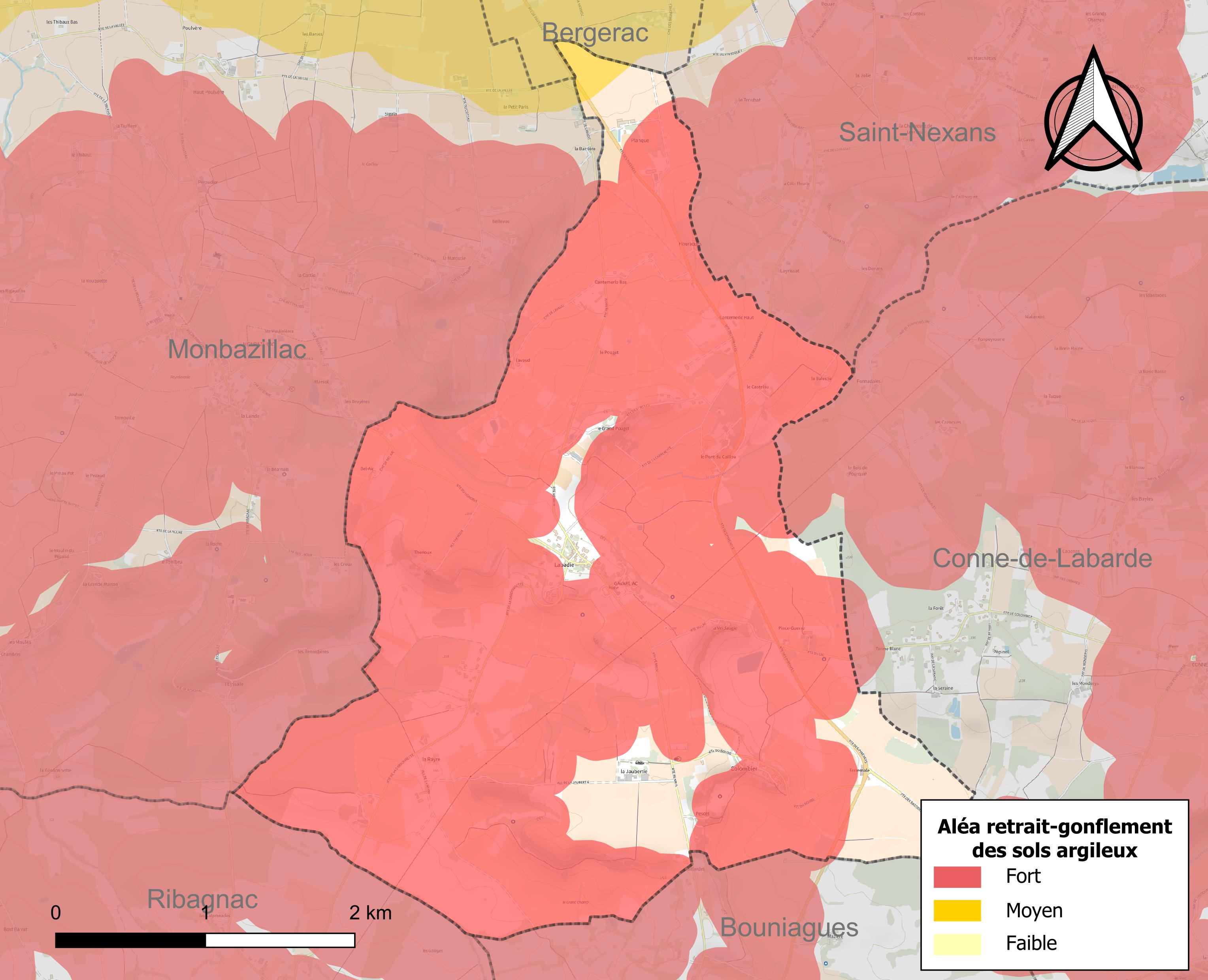
Carte des zones d'aléa retrait-gonflement des sols argileux de Colombier.

Les mouvements de terrains susceptibles de se produire sur la commune sont des tassements différentiels. Le retrait-gonflement des sols argileux est susceptible d'engendrer des dommages importants aux bâtiments en cas d’alternance de périodes de sécheresse et de pluie. 87,5 % de la superficie communale est en aléa moyen ou fort (58,6 % au niveau départemental et 48,5 % au niveau national métropolitain). Depuis le 1er octobre 2020, en application de la loi ÉLAN, différentes contraintes s'imposent aux vendeurs, maîtres d'ouvrages ou constructeurs de biens situés dans une zone classée en aléa moyen ou fort,.
La commune a été reconnue en état de catastrophe naturelle au titre des dommages causés par les inondations et coulées de boue survenues en 1982, 1996, 1999, 2008 et 2018, par la sécheresse en 1989, 1992, 1995, 2005 et 2011 et par des mouvements de terrain en 1999.

## Toponymie
Sur la carte de Cassini représentant la France entre 1756 et 1789, le village est identifié sous le nom de Colombiers.
En occitan, la commune porte le nom de Colombièr.

## Histoire
En janvier 1924, au lieu-dit des Caraignes, près de l'agglomération de Labadie, commune de Colombier, l'emplacement d'une importante villa gallo-romaine fut révélé par la découverte d'un vase de type arceus (vase pansu à col étroit), rempli de 2 384 pièces de monnaie de bronze saucé, de potin ou d'argent. Toutes ces monnaies sont des antoniniani dont l'enfouissement est postérieur à l'an 270 car l'ensemble comporte une monnaie d'Aurélien.
| Noms des empereurs (dates du règne) | Nombre de médailles | Nombre de types distincts |
| ----------------------------------- | ------------------- | ------------------------- |
| Trajan (98-117)                     | 1                   | 1                         |
| Sévère Alexandre (222-235)          | 2                   | 2                         |
| Gordien le Pieux (238-244)          | 2                   | 2                         |
| Philippe père (244-249)             | 2                   | 2                         |
| Otacilia, femme de Philippe         | 2                   | 2                         |
| Trajan Dèce (249-251)               | 1                   | 1                         |
| Etruscilla, femme de Trajan Dèce    | 6                   | 3                         |
| Herennius (251)                     | 3                   | 2                         |
| Trébonien Galle (251-253)           | 15                  | 11                        |
| Volusien (251-253)                  | 18                  | 11                        |
| Émilien (253)                       | 3                   | 2                         |
| Valérien père (253-260)             | 355                 | 68                        |
| Mariniana, femme de Valérien        | 2                   | 2                         |
| Gallien (253-268)                   | 260                 | 120                       |
| Salonine, femme de Gallien          | 77                  | 28                        |
| Salonin (253-259)                   | 103                 | 19                        |
| Valérien jeune (258)                | 37                  | 4                         |
| Macrianus (260-261)                 | 6                   | 4                         |
| Quiétus (260-261)                   | 6                   | 5                         |
| Postume (260-269)                   | 1 430               | 78                        |
| Lélien (268-269)                    | 3                   | 1                         |
| Victorin père (265-267)             | 33                  | 8                         |
| Tétricus père (271-274)             | 1                   | 1                         |
| Marius (268-269)                    | 6                   | 4                         |
| Claude le Gothique (268-270)        | 9                   | 9                         |
| Aurélien (270-275)                  | 1                   | 1                         |
| Total                               | 2 384               | 391                       |

## Politique et administration

### Rattachements administratifs et électoraux
Dès 1790, la commune de Colombier a été rattachée au canton de Ribagnac qui dépendait du district de Bergerac jusqu'en 1795, date de suppression des districts. Lorsque ce canton est supprimé par la loi du 8 pluviôse an IX (28 janvier 1801)  portant sur la « réduction du nombre de justices de paix », la commune est rattachée au canton d'Issigeac dépendant de l'arrondissement de Bergerac.
Dans le cadre de la réforme de 2014 définie par le décret du 21 février 2014, ce canton disparaît aux élections départementales de mars 2015. La commune est alors rattachée électoralement au canton du Sud-Bergeracois.

### Intercommunalité
Fin 2001, Colombier intègre dès sa création la communauté de communes de Bergerac Pourpre. Celle-ci est dissoute au 31 décembre 2012 et remplacée au 1er janvier 2013 par la communauté d'agglomération bergeracoise. Celle-ci fusionne avec la communauté de communes des Coteaux de Sigoulès au 1er janvier 2017 pour former la nouvelle communauté d'agglomération bergeracoise.

### Administration municipale
La population de la commune étant comprise entre 100 et 499 habitants au recensement de 2017, onze conseillers municipaux ont été élus en 2020,.

### Liste des maires
| Période                                  | Période   | Identité           | Étiquette | Qualité  |
| ---------------------------------------- | --------- | ------------------ | --------- | -------- |
| Les données manquantes sont à compléter. |           |                    |           |          |
|                                          |           |                    |           |          |
| 1983                                     | mars 2008 | Henry Mondié       |           |          |
| mars 2008                                | mars 2014 | Michel Bouscaillou | SE        | Retraité |
| mars 2014                                | mai 2020  | Christophe Mamont  |           |          |
| mai 2020                                 | En cours  | Marjorie Molleton  | SE        |          |

### Jumelages

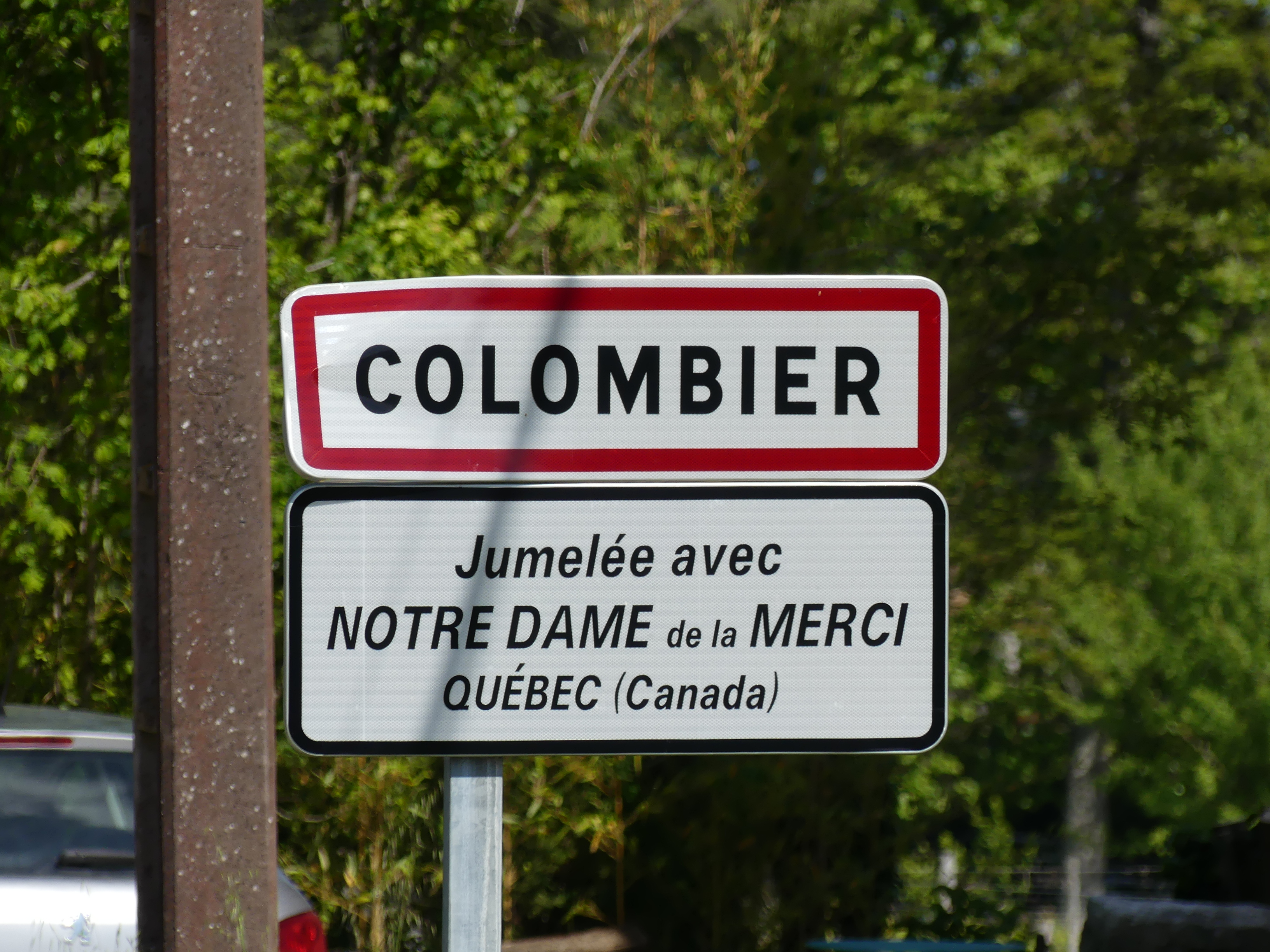
Panneau de jumelage avec Notre-Dame-de-la-Merci.

- Notre-Dame-de-la-Merci (Canada)

## Équipements et services publics

### Justice
Dans le domaine judiciaire, Colombier relève : 
- du tribunal judiciaire, du tribunal pour enfants, du conseil de prud'hommes et du tribunal de commerce de Bergerac ;
- du pôle Nationalité du tribunal judiciaire de Périgueux (compétent uniquement dans le domaine de la nationalité) ;
- de la cour d'appel, du tribunal administratif et de la  cour administrative d'appel de Bordeaux.

## Population et société

### Démographie
Les habitants de Colombier se nomment les Colombériens.
L'évolution du nombre d'habitants est connue à travers les recensements de la population effectués dans la commune depuis 1793. Pour les communes de moins de 10 000 habitants, une enquête de recensement portant sur toute la population est réalisée tous les cinq ans, les populations de référence des années intermédiaires étant quant à elles estimées par interpolation ou extrapolation. Pour la commune, le premier recensement exhaustif entrant dans le cadre du nouveau dispositif a été réalisé en 2007.

En 2022, la commune comptait 279 habitants, en évolution de +11,16 % par rapport à 2016 (Dordogne : +0,37 %, France hors Mayotte : +2,11 %).
| 1793 | 1800 | 1806 | 1821 | 1831 | 1836 | 1841 | 1846 | 1851 |
| ---- | ---- | ---- | ---- | ---- | ---- | ---- | ---- | ---- |
| 310  | 377  | 326  | 442  | 432  | 421  | 410  | 410  | 402  |

| 1856 | 1861 | 1866 | 1872 | 1876 | 1881 | 1886 | 1891 | 1896 |
| ---- | ---- | ---- | ---- | ---- | ---- | ---- | ---- | ---- |
| 356  | 377  | 365  | 395  | 416  | 403  | 364  | 303  | 306  |

| 1901 | 1906 | 1911 | 1921 | 1926 | 1931 | 1936 | 1946 | 1954 |
| ---- | ---- | ---- | ---- | ---- | ---- | ---- | ---- | ---- |
| 298  | 286  | 253  | 250  | 251  | 261  | 248  | 260  | 255  |

| 1962 | 1968 | 1975 | 1982 | 1990 | 1999 | 2006 | 2007 | 2012 |
| ---- | ---- | ---- | ---- | ---- | ---- | ---- | ---- | ---- |
| 241  | 233  | 212  | 195  | 228  | 226  | 235  | 236  | 239  |

| 2017 | 2022 | - | - | - | - | - | - | - |
| ---- | ---- | - | - | - | - | - | - | - |
| 257  | 279  | - | - | - | - | - | - | - |

### Manifestations culturelles et festivités
- Depuis 1994, chaque année le 8 mai, foire à la brocante et vide-greniers de grande ampleur : 600 emplacements sur deux kilomètres de linéaires dans le village de Labadie[52]. Après deux années où cette manifestation n'a pu se tenir pour cause de pandémie de Covid-19, la 27e édition a lieu en 2022[53].
- Festival du Pescet (de théâtre) à la mi-août (6e et dernière édition en 2024)[54].

## Économie

### Emploi
En 2015, parmi la population communale comprise entre 15 et 64 ans, les actifs représentent 122 personnes, soit 50,0 % de la population municipale. Le nombre de chômeurs (quinze) a légèrement augmenté par rapport à 2010 (quatorze) et le taux de chômage de cette population active s'établit à 12,5 %.

### Établissements
Au 31 décembre 2015, la commune compte trente-cinq établissements, dont seize au niveau des commerces, transports ou services, quatorze dans l'agriculture, la sylviculture ou la pêche, trois dans la construction, et deux relatifs au secteur administratif, à l'enseignement, à la santé ou à l'action sociale.

## Culture locale et patrimoine

### Lieux et monuments
- Château de la Jaubertie, du XVIIIe au XXe siècle, inscrit au titre des monuments historiques depuis 2004 pour ses façades, toitures, pavillons, pigeonniers et puits[58].
- Église Saint-Pierre-et-Saint-Paul[59] des XIIe et XVIe siècles, inscrite au titre des monuments historiques depuis 1948[60].

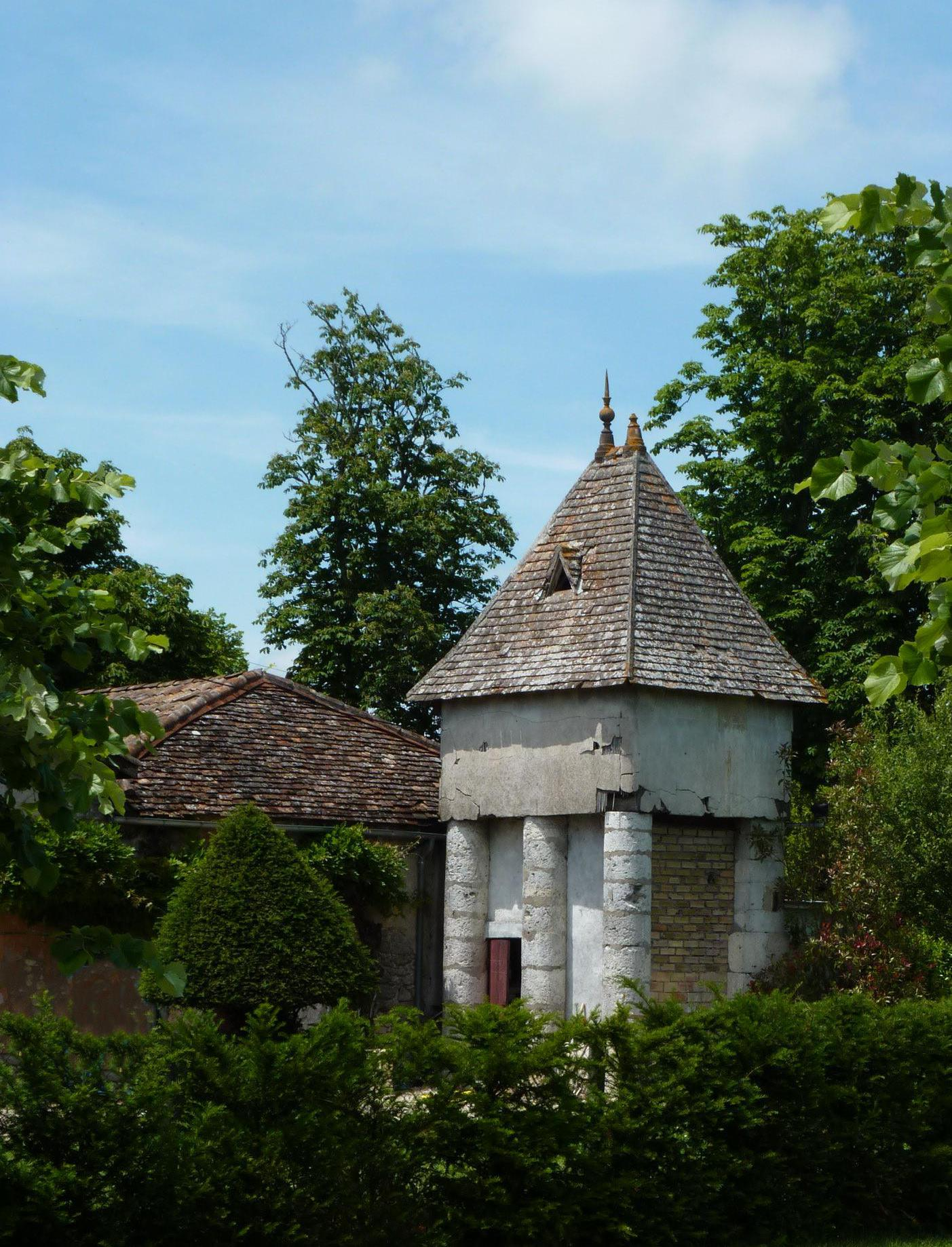
Pigeonnier du château de la Jaubertie.
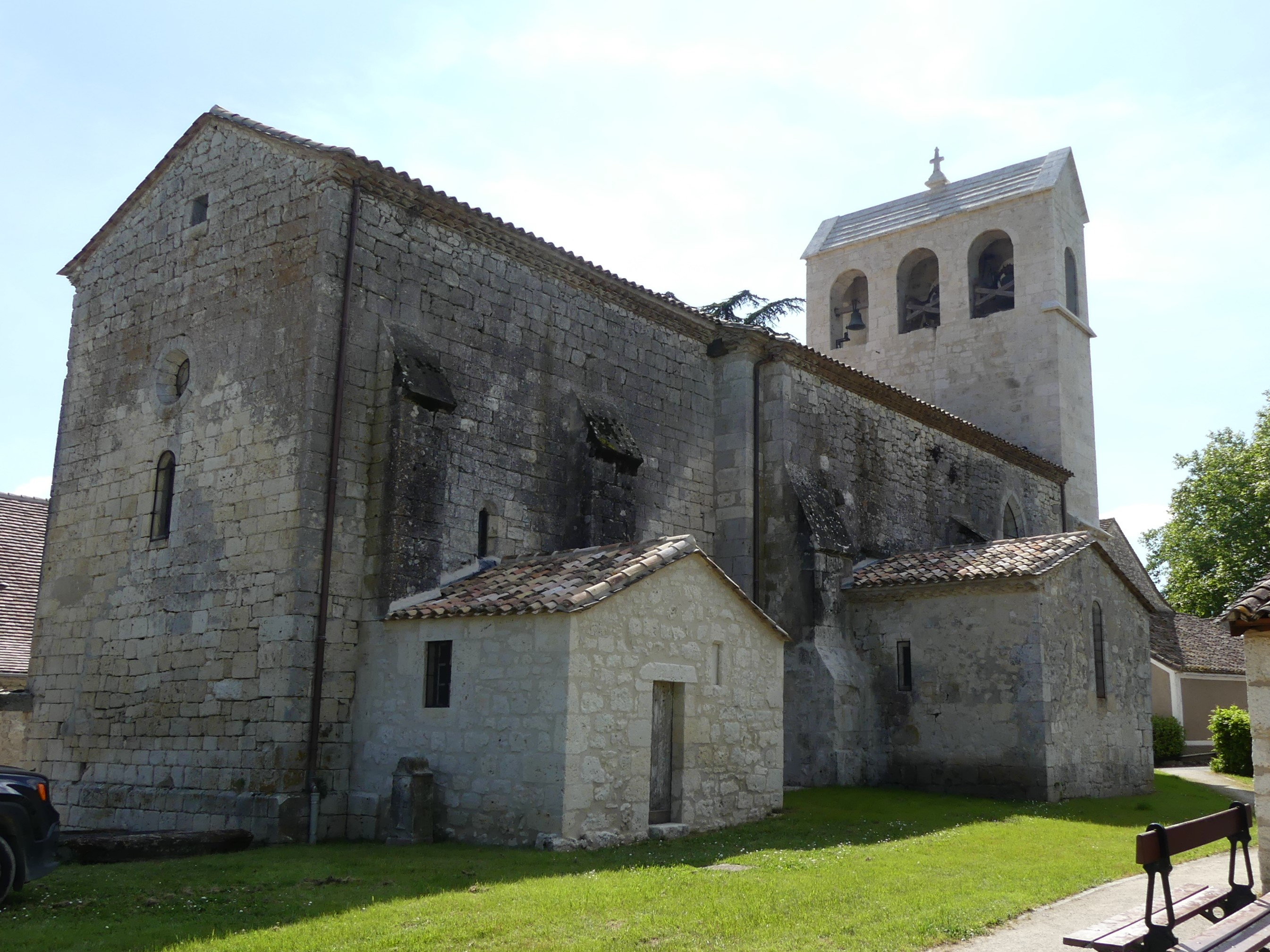
L'église.
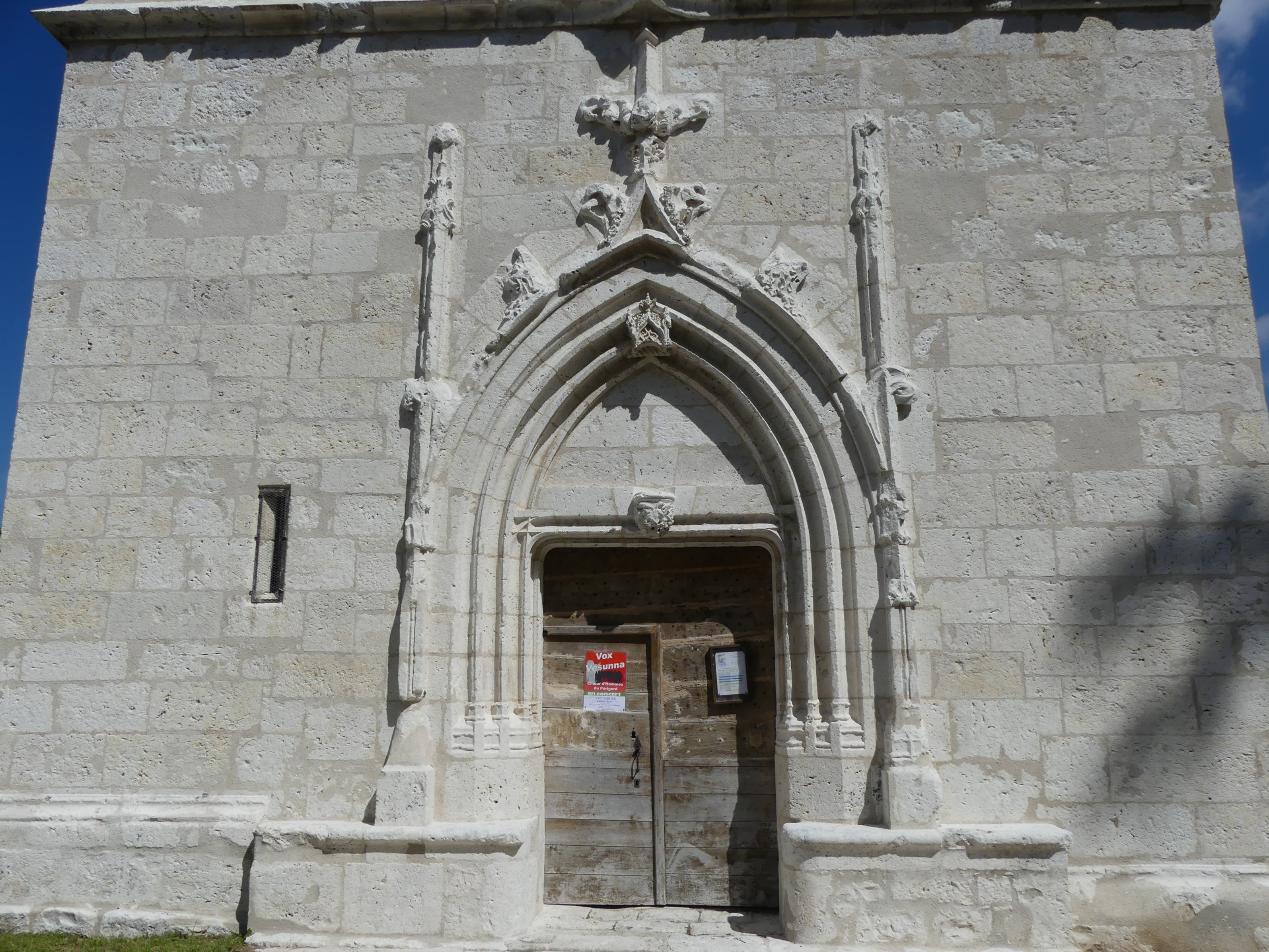
Son portail.
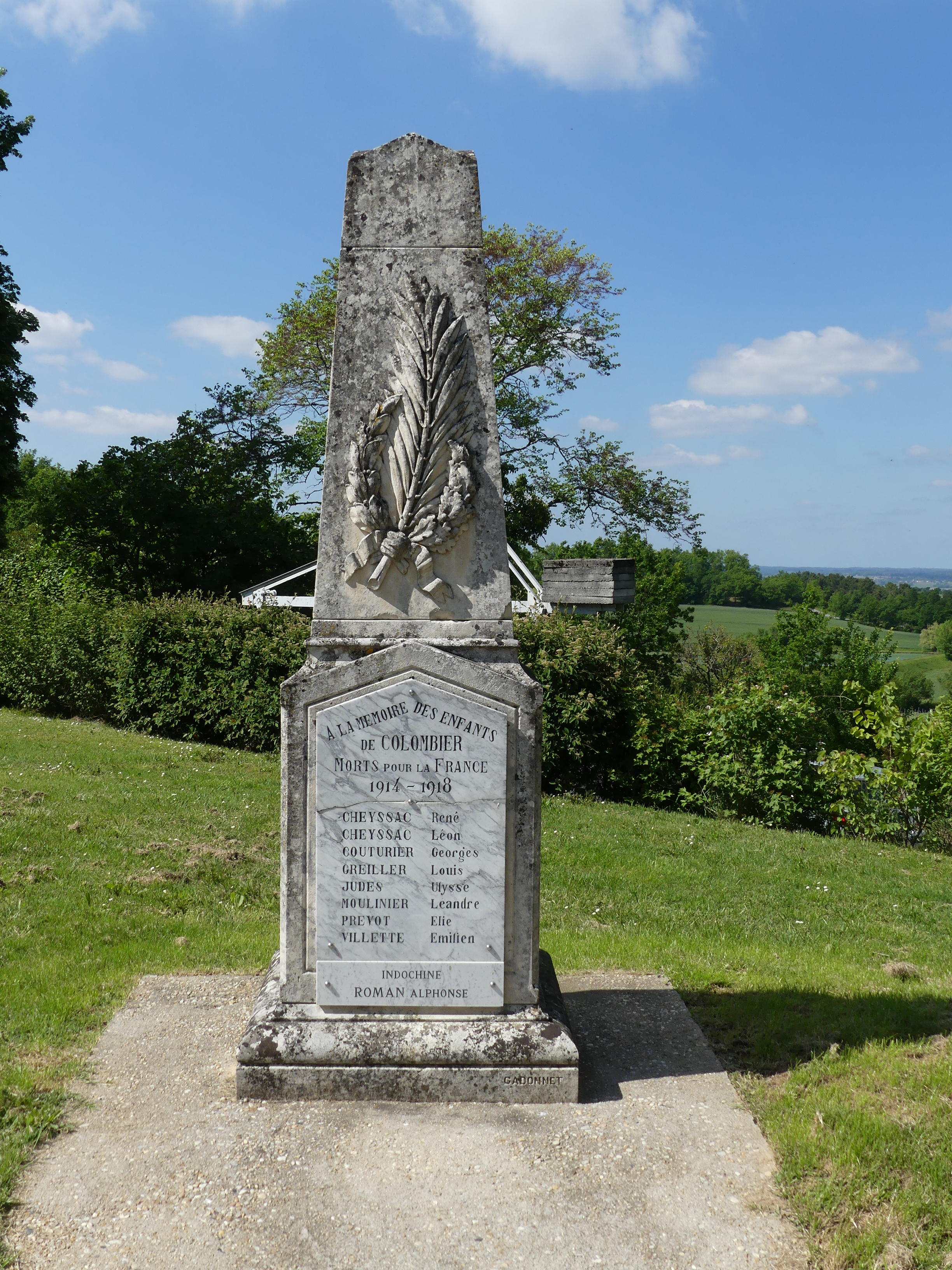
Le monument aux morts.

## Pour approfondir